# Estelle Lefébure
Pour les articles homonymes, voir Lefébure et Hallyday.
Estelle Lefébure, née le 11 mai 1966 à Rouen, est un mannequin et actrice française.
Elle a été connue sous le nom d'Estelle Hallyday durant son mariage avec le chanteur David Hallyday, de 1989 à 2000.

## Biographie
Elle passe son enfance à Tôtes (Seine-Maritime) jusqu'à l'âge de dix ans. Elle évoque régulièrement son attachement à la Normandie.
Adolescente, elle envisage de devenir hôtesse de l'air.
Elle est fille d’un ancien dirigeant de salons de beauté. Pendant longtemps, Estelle Lefébure a pensé être fille unique. Ce n’est qu’après la mort de son père qu’elle a découvert qu’il avait eu d’autres enfants, demi-sœurs qu’elle a rencontrées,. Elle perd son père à l’âge de vingt-trois ans, le lendemain de son mariage avec David Hallyday, puis sa mère treize ans plus tard dans un accident de voiture,.
Après son baccalauréat, elle suit un BTS de gestion, comptabilité et informatique.
En 1999, elle fait partie des six femmes proposées pour devenir l'image de Marianne en 2000. C'est finalement Laetitia Casta qui sera retenue.

### Carrière de mannequin
Elle commence sa carrière de mannequin à dix-neuf ans en signant avec l’agence Prestige à Paris, après avoir été repérée à l’âge de dix-sept ans par l’agent Claude Haddad, boulevard Sébastopol,.
Elle signe ensuite avec l'agence Karin Models en France et Elite Model Management aux États-Unis. Sa première publication est dans Photo Revue avec un sujet intitulé « La Première Séance », suivie par les magazines français Elle et Cosmopolitan. Lors de son arrivée aux États-Unis, elle travaille avec des photographes renommés tels que Bill King, Marc Hispard, Patrick Demarchelier, Irving Penn, Herb Ritts et Richard Avedon.
Ses premières publicités sont pour les cosmétiques Guerlain en 1986 et les produits L'Oréal.
On voit également Estelle Lefébure dans une série pour Guess, une campagne réalisée par Wayne Maser à Austin (Texas). Elle sera la première d'une longue lignée de top-models rendus célèbres par la marque.
Elle continue de poser pour de nombreuses grandes marques durant sa carrière, telles que Garnier, Dim, Revlon, North Beach, CP Shades, Gap, Kookaï, Versace, Jean-Louis Scherrer, Thierry Mugler, Vichy, Christian Dior, Gérard Darel, Victoria's Secret, Escada, Trussardi, Gianfranco Ferré, Morgan, Cartier, Yves Rocher, Samsung, Mixa, Lancel, Lacoste, Finesse, Laurèl, Napier.
En 1992, Estelle Lefébure devient l'égérie du couturier Thierry Mugler. Elle incarne alors Angel, son premier parfum.
En 1993, Estelle Lefébure incarne Dior Haute Couture (printemps-été et automne-hiver). Les photos en noir et blanc sont signées Mario Testino. Comme elle incarne l'image de la maison, elle va également défiler pour Dior toute la saison.
C'est en France qu'Estelle Lefébure signe son premier grand contrat. Elle représentera la marque de cosmétiques Vichy pendant trois ans. Elle battra les records grâce à son contrat avec la marque Mixa qui dure depuis 1998.
Elle détient le record du nombre de couvertures avec 37 couvertures depuis 1985, pour l'édition française du magazine Elle.
Elle est également apparue quatre fois dans le célèbre supplément spécial maillots de bain du magazine américain Sports Illustrated (1988, 1989, 1990 et 1993).
Enfin, elle a participé au dernier défilé de Jean-Paul Gaultier en janvier 2020.

### Télévision

#### Animatrice
Estelle Lefébure fait ses débuts à la télévision en 1992 en co-animant Le Concours (Elite-Canal+) avec Jean-Luc Delarue. Elle récidivera l'année suivante aux côtés d'Antoine de Caunes.
En 1993, elle réalise sa première émission, Courants d’airs. Pendant 26 minutes, Estelle Lefébure dévoile son carnet d’adresses (mode, beauté, restaurants, hôtels…) au fil des villes qu’elle fait visiter. La première saison, Estelle Lefébure sillonne l’Europe (Londres, Madrid, Milan, etc.). La deuxième saison, l’émission passe au format 52 minutes et s’oriente vers les États-Unis (New York, San Francisco et Miami). Cette émission est diffusée en clair sur Canal+, à raison d’environ un numéro par mois.
Elle prépare deux numéros de L’Œil d’Estelle, produits pour TF1 et réalisés par la maison de production de Nagui. Ces deux pilotes n’ont jamais été diffusés.
Elle présente sa première émission de variétés, Samedi soir chez Estelle, produite par Revon & Gateau, en 1998. Cette émission est diffusée sur France 2, à 20 h 50. Quatre numéros sont programmés.
Elle présente également 2000 mercis en 1999, une émission produite par Christophe Dechavanne.
Estelle Lefébure décide de tenter sa chance aux États-Unis, où elle anime une toute nouvelle émission, One-to-One with Estelle, dans laquelle elle interviewe des célébrités du monde entier sur Surf Channel, la nouvelle chaîne californienne de Cyril Viguier.
En 2003, elle coprésente avec Nikos Aliagas l’émission Eurobest,.

#### Participations des émissions de télévision
À l'automne 2012, elle participe à la troisième saison de l'émission Danse avec les stars sur TF1, aux côtés du danseur Maxime Dereymez, et termine sixième de la compétition.
En décembre 2019, elle participe à l'émission Rendez-vous en terre inconnue sur France 2, accompagnée de l'animateur Raphaël de Casabianca ; ils rendent visite à la communauté des Samburu au Kenya.

### Vie privée
Après avoir vécu avec l'homme d'affaires Jean-Philippe Alpa, elle rencontre son premier mari, le chanteur David Hallyday, sur le plateau de l'émission Les uns et les autres animée par Patrick Sabatier en 1988. Leur rencontre est marquée par un coup de foudre, survenu lors d'un incident technique ayant retardé le tournage. Le 15 septembre 1989, elle l'épouse à la mairie de Freneuse-sur-Risle, en Normandie, où habitaient ses parents. La cérémonie se poursuit ensuite à l'abbaye Saint-Georges à Saint-Martin-de-Boscherville,.
Le 17 mai 1995, elle donne naissance à leur première fille, Ilona, puis le 13 septembre 1997 naît leur deuxième fille, Emma. Le couple divorce en février 2001.
Le 12 février 2004, elle se marie avec l'animateur-producteur Arthur. Ils divorcent en 2008.
En 2009, son nouveau compagnon est Pascal Ramette, propriétaire de restaurants à New York, Genève et Saint-Barthélemy. Le 29 novembre 2010, elle donne naissance à un garçon, Giuliano. Ils se séparent pendant l'été 2014.

## Filmographie

### Actrice

#### Cinéma

##### Longs métrages
- 1994 : Grosse Fatigue de Michel Blanc : elle-même
- 2001 : Absolument fabuleux de Gabriel Aghion : une mannequin au défilé Gaultier
- 2005 : Cavalcade de Steve Suissa : Chloé
- 2007 : Chrysalis de Julien Leclercq : Clara
- 2007 : Frontière(s) de Xavier Gens : Gilberte
- 2009 : Le Bal des actrices de Maïwenn : elle-même

##### Courts métrages
- 2005 : Au petit matin de Xavier Gens : Marie
- 2013 : Mae West de Charles Guérin Surville : docteure Consuela

#### Télévision

##### Séries télévisées
- 2006 : Le juge est une femme, saison 12, épisode 2 (À cœur perdu) : Eva Camus
- 2013 : Crossing Lines, épisodes 5 et 6 : Caroline Pelletier
- 2013 : Nos chers voisins, saison 2, épisode 80 Nos chers voisins fêtent l'été : Tiffany, coiffeuse à domicile
- 2021 : Munch, saison 5, épisode 8 : la baronne
- 2023 : Scènes de ménages, prime-time Ça se Corse... : Solène
- 2023 : Léo Matteï, brigade des mineurs, saison 10, 2 épisodes : Amanda Martel

##### Téléfilms
- 2009 : Otages de Didier Albert et Dimitri Linder : Angèle Garry
- 2020 : I love you coiffure de Muriel Robin : Myriam
- 2022 : Le Grand Restaurant : La guerre de l'étoile de Pierre Palmade : elle-même

#### Clips
- 1992 : Too Funky de George Michael et Thierry Mugler : elle-même

##### Vidéos
- 2003 : Elie annonce Semoun, la suite... d'Elie Semoun : elle-même

### Parolière
- 2009 : Le Bal des actrices

## Théâtre
- 2020 : L'Invitation de Hadrien Raccah, mise en scène Philippe Lellouche, Théâtre de la Madeleine, Paris, et tournée
- 2021 : Les Grandes ambitions de Hadrien Raccah, mise en scène Philippe Lellouche, Théâtre de la Madeleine

## Émissions de télévision comme animatrice
- 1992-1993 : Le Concours (Elite-Canal+) avec Jean-Luc Delarue puis Antoine de Caunes
- 1993 : Courants d'airs (Canal+)
- 1998 : Tirage au sort de la Coupe du monde de football (TF1) avec Roger Zabel
- 1998-1999 : Samedi soir chez Estelle (France 2)
- 1999 : 2000 mercis (France 2)
- 2000-2002 : One-to-One with Estelle (Surf Channel)
- 2003 : Eurobest (TF1) avec Nikos Aliagas
- 2003 : Miss Europe (TF1) avec Jean-Pierre Foucault
- 2004 : World Best (TF1) avec Nikos Aliagas
- 2020 : Le mois des Océans (Ushuaïa TV)

## Publications
- Estelle Lefébure, Orahe : La méthode Estelle Lefébure, Paris, Flammarion, 2015, 180 p. (ISBN 978-2-08-135920-8)
- Estelle Lefébure, Estelle par Estelle : mes secrets de beauté, Paris, Hachette, 1997, 180 p.

## Distinctions

### Nominations
- 1994 : Trophées de la mode : Top-Modèles[35]